# جیمز باند ۰۰۷: شب جهنمی
بازی  شب جهنمی  (به انگلیسی: James Bond ۰۰۷: Nightfire) دومین سری از بازی‌های جیمز باند می‌باشد که بر روی پلی استیشن ۲، ایکس باکس و گیم کیوب عرضه گردید. این بازی بعد از بازی مأمور زیر آتش در سال ۲۰۰۲ میلادی بر روی کنسول‌های پلی استیشن ۲، ایکس باکس، گیم کیوب، سیستم عامل ویندوز و سپس نسخه‌ای از آن در سال ۲۰۰۳ میلادی برای کنسول دستی گیم بوی ادوانس و توسط شرکت الکترونیک آرتز به بازارهای جهانی عرضه گردید. در سال ۲۰۰۴ یک نسخه توسط شرکت اَسپیر مدیا برای سیستم عامل مکینتاش تولید و منتشر گردید. سبک این بازی اکشن و به صورت تیراندازی اول شخص می‌باشد.

## داستان بازی
داستان این بازی در مورد یک شرکت بین‌المللی خنثی‌کننده کلاهک‌های هسته‌ای بنام «شرکت بین‌المللی فنیکس» است. طی اطلاعات محرمانه، رئیس این شرکت یعنی: «رافائل دریک» اقدام به استفاده شخصی از کلاهک‌های هسته‌ای در جهت پیشبرد منافع شخصی و پیگیری یک هدف نامعلوم نموده‌است و در اینجاست که جیمز باند به عنوان تنها ناجی دنیا وارد عمل می‌شود.

## گیم‌پلی
همان‌طور که اشاره شد این بازی دومین سری از بازی‌های جیمز باند می‌باشد که بر روی پلی استیشن ۲، ایکس باکس و گیم کیوب عرضه گردید. نسخه ویندوز و مکینتاش تفاوت‌هایی با نسخه کنسولهای خانگی دارد:

در نسخه کنسولهای خانگی ۱۲ مأموریت وجود دارد که در آن‌ها امکان استفاده از انواع سلاح‌ها و انواع ابزارهای پیشرفته مانند عینک اشعه ایکس، ساعت لیزری و... وجود دارد. در نسخه‌های کنسولی ۵ مرحله هم اختصاص به مراحل هدایت ماشین مخصوص جیمز باند (استون مارتین وی ۱۲) و مبارزه در حین رانندگی دارد.

در نسخه ویندوز و مکینتاش فقط ۹ مرحله اصلی بازی وجود دارد و مراحل ماشین رانی بازی کاملاً حذف گردیده. متأسفانه در نسخه کامپیوتری این بازی به‌دلیل حذف مراحل ماشین رانی نوع روایت داستان بازی با مشکل مواجه گردیده و ممکن است بازیباز در مورد فهم داستان دچار سردرگمی گردد.

## شخصیت‌ها

### شخصیت‌های اصلی
- جیمز باند (پیرس برازنان)
- اِم (جودی دنچ)
- کیو (دزموند لوولن)

### رافائل دریک[۶]
شخصیت اصلی منفی بازی و صاحب کارخانه بین‌المللی «فنیکس».

### دومینیک پارادیس[۷]
شخصیت مثبت زن بازی و مأمور مخفی سازمان جاسوسی فرانسه.

### ماکیکو هایاشی[۸]
شخصیت منفی زن بازی که در ابتدا خود را به عنوان دوست و همراه جیمز باند معرفی کرده و در انتها به او خیانت می‌کند..

### آلورا مک‌کال[۹]
یکی از زنان مثبت بازی و عضو سازمان جاسوسی ژاپن.

### زوی نایت‌شِید[۱۰]
یکی از زنان مثبت بازی و مأمور سازمان جاسوسی آمریکا.

### آرمیتیج روک[۱۱]
اصلی‌ترین و سرکرده ملازمان «رافائل دریک» با اندامی قوی و تنومند.

### الکساندر میهیو[۱۲]
رئیس بخش ژاپنی کمپانی «فنیکس» که در پی‌گم شدن نقشه موشک‌ها مورد غضب «رافائل دریک» قرار می‌گیرد.

## مشخصات فنی

گرافیک بازی در گیم بوی ادوانس

- گرافیک: این بازی از سری باز ی‌های «تیراندازی اول شخص» می‌باشد و محیط بازی به صورت کاملاً سه بعدی طراحی و ساخته شده‌است. چهره جیمز باند در صحنه‌های میان پرده بازی کاملاً از روی چهره پیرس برازنان طراحی و مدلسازی گردیده.

گرافیک این بازی در نسخه گیم بوی ادوانس نیز با توجه به قدرت محدود این کنسول دستی، به صورت کاملاً سه بعدی طراحی گشته و بنا به ادعای شرکت جی وی گیمز این بازی اولین نسخه تمام سه بعدی بر روی پلتفرم گیم بوی ادوانس می‌باشد. (تصویر سمت راست)
- صدا و موسیقی: موسیقی استفاده شده در این بازی بر اساس تم معروف «جیمز باند» بازسازی شده‌است.[۱۵]